# موجم (مكيراس)

تعديل مصدري - تعديل

موجم هي إحدى قرى عزلة مكيراس بمديرية مكيراس التابعة لمحافظة البيضاء، بلغ تعداد سكانها 30 نسمة حسب تعداد اليمن لعام 2004.